# 詩月圓
詩月圓（日语：詩月まどか，1996年9月17日—），日本AV女優。所屬事務所是オールプロ。

## 簡歷
2020年1月以SOD的企劃「Ms.SOD」的專屬女優身分出道。
2020年12月宣布脫離專屬身分。
2021年3月以企劃單體女優身分活動。

## 人物
出身於福島縣
興趣是讀書和打排球，擅長不用手自慰。
喜歡看特攝片，尤其是假面騎士OOO和假面騎士Build。
藝名的「まどか」取自於『魔法少女小圓』的「鹿目圓」。然而比起「鹿目圓」，她更喜歡的角色是「晓美焰」。

## 外部連結
- 詩月圓的X（前Twitter）（2019年10月7日 - ）
- 詩月まどか（詩月圓）的Instagram帳戶
- 詩月まどか （页面存档备份，存于） - CandFans
- 詩月まどか|Ms.SOD （页面存档备份，存于）